# 山田信夫 (歴史家)
山田 信夫（やまだ のぶお、1920年2月17日 - 1987年4月26日）は、日本の東洋史学者。大阪大学名誉教授。アジア遊牧民族、東西交渉史を専攻、中世ウイグル世俗文書を研究。

## 経歴
出生から修学期
1920年、山口県山口市で生まれた。第六高等学校（現・岡山大学）を経て、東京帝国大学（現・東京大学）文学部に進学。東洋史学科で学び、1943年9月に卒業。
山田を含む6名が1943年10月海軍予備学生に採用され、江田島の海軍兵学校に入隊、12月末まで兵学校生徒に準じる教育を受けた。翌年には兵学校を去り、内地勤務で少尉、中尉となり、敗戦を迎えた。1945年末に帰郷。
1946年、東京帝国大学大学院へ復学。東洋史学科の先輩にあたる前田直典の提唱により、同年3月に北方史研究会を院生仲間らと組織。4月には和田清による「北方史研究」記念講話、柴田武によるトルコ語講義を発足させ、大学での実際の講義より一歩早い形での勉学を始め、前田直典とのモンゴル語文献購読、のちにはペルシア語講習、アラビア語講習会にも参加した。
東洋史研究者として
卒業後は、1949年より静岡大学講師につき、1951年に助教授昇進。1959年、大阪大学文学部助教授に就いた。1967年に教授昇進。1975年12月から1977年3月まで国立民族学博物館教授についても併任した。1979年4月に大阪大学文学部東洋史研究室に「アジア諸民族史講座」が開設されると、その初代教授となった。1983年、大阪大学を定年退官し、名誉教授となった。その後は、京都女子大学教授として教鞭をとった。
1987年に死去。

## 研究内容・業績
専門は東洋史で、広く北方史の研究を志向した。
中国史学者の西嶋定生とは六高・東京帝大の同級生であり、親交が深かった 。

## 家族・親族
- 夫人：配偶者は東洋史学科の先輩であった前田直典 の妹[9]。

## 著作

### 単書
- 『草原とオアシス』(ビジュアル版 世界の歴史 10) 講談社 1985[10]
- 『北アジア遊牧民族史研究』東京大学出版会 1989[11]
- 『ウイグル文契約文書集成』小田寿典・ピータ・ツィーメ（ドイツ語版）・梅村坦・森安孝夫編、大阪大学出版会 1993[12] [13]
- 『天山のかなた：ユーラシアと日本人』阿吽社 1994[14]

### 編著・共編著
- 『西域 世界の歴史 10』羽田明編者代表、間野英二・小谷仲男共編、河出書房新社 1969
  - 新装版 1974年
  - 文庫化『西域 世界の歴史 10』河出文庫 1989
- 『ペルシアと唐』(東西文明の交流 2) 平凡社 1971[15]
- 『東アジア史入門』布目潮渢共編、法律文化社 1975
  - 改訂版 1989年
  - 新訂版 1995年[16]
- 『日本華僑と文化摩擦』巌南堂書店(叢書・アジアにおける文化摩擦) 1983[17]

### 訳書
- 『騎馬民族史 2 正史北狄伝』平凡社(東洋文庫 223) 1972

担当「突厥伝」訳注（周書・隋書・北史・旧唐書・新唐書）27-188頁.
- ワイド版 2007年

- 『地のはての海の彼方へ』(図説探検の世界史 17) マルカム・ロス＝マクドナルド（英語版）著、集英社 1976[19]
- 『チムール帝国紀行』(東西交渉旅行記全集 3) クラヴィホ著、桃源社 1967
  - 新装版 1979年[20]

### 記念論集
- 『人と人 : 山田信夫先生追悼文集』山田信夫教授追悼紀念事業会、1989年4月。 NCID BN03852137。全国書誌番号:91000316。